# Каталан
Каталан (порт. Catalão) град је и општина у Бразилу, у југу државе Гојас. Према подацима из 2007. године имао је 75.600 становника. Велики је произвођач пшенице, стоке, фосфата, а ту су лоциране и фабрике Мицубишија и Џона Дира.

## Становништво
| 2010.  |
| ------ |
| 86.647 |